# 금호타이어
금호타이어(錦湖타이어)는 대한민국의 타이어 제조 기업으로 한국 교체용 타이어 시장 점유율 2위 회사이다. 국내 유일 항공기용 타이어를 생산하고 있으며 Racing Tire 자체 기술력을 보유 중이다. 또한 극장 비상대피도 안내 광고로 유명한 또로&로로 캐릭터를 활용하여 브랜드 경쟁력을 강화하고 있다.

## 현황
금호타이어는 1960년 삼양타이어로 제품을 생산하였으며, 1978년 삼양타이어에서 금호타이어로 이름을 바뀌었다. 현재 한국과 해외 총 8개 공장에서 연간 6,500만개의 타이어를 생산하고 있다. 글로벌 타이어 제조업체로서 경기도 용인소재의 중앙연구소(KRDC) 및 광주광역시 소재의 금호 퍼포먼스센터(KPC)를 중심으로 미국 애크런에 위치한 금호 미국 테크니컬센터(KATC)와 독일 프랑크푸르트에 있는 금호 유럽 테크니컬센터(KETC)와 중국 연구소(KCTC)를 잇는 글로벌 R&D 네트워크를 구축하고 있다. 한국에서 유일하게 항공기 이착륙에 필요한 항공 타이어도 제작하고 있다.
금호타이어는 2018년 4월 6일 중국 더블스타와 인수대금 6,463억원으로 신주인수계약을 체결하였다. 또한 채권단과 더블스타는 금호타이어 노사와 함께 회사 경영에 필요한 노사합의사항 이행 및 정보 교환을 위한 미래위원회와 PMI(인수합병 후 통합관리조직) 조직을 만들어 회사의 효율성과 투명성을 높이는 방안을 마련하기로 하였다. 이 과정에서 이전 소속 기업집단인 금호아시아나그룹이 빨간색 날개 심볼이 로고에서 제거되었다.
한국타이어앤테크놀로지와 넥센타이어가 함께 대한민국 3대 타이어 제조 업체다. 불과 몇해전까지 모기업의 무리한 M&A로 인해 유동성 위기 및 워크아웃 등의 여파로 품질 하락 이슈에 시달렸지만, 그룹 계열 분리 후 2019년 제 28차 KCSI (한국산업의 고객만족도) 조사에서 승용차 타이어 부문 1위 기업으로 선정되었으며, 현대 쏠라티, 기아 셀토스, 르노코리아 XM3 등이 OE 타이어 공급을 시작으로 아우디 Q5의 OE 타이어로 자사의 크루젠 프리미엄 제품을 공급, 세아트 이비자에 OE타이어로 금호 솔루스 4S HA32를 공급하는 등 흑자전환에 성공하여 예전의 명성을 되찾고자 노력 중에 있다.

### 공장
- 서울사무소 : 서울특별시 종로구 새문안로 68 (신문로1가)
- 광주공장(본사) : 광주광역시 광산구 어등대로 658 (어룡동)[2]
- 곡성공장 : 전라남도 곡성군 입면 금호길 85-63 (서봉리)
- 평택공장 : 경기도 평택시 포승읍 평택항로156번길 87 (내기리)

### R&D 센터
- 중앙연구소(KRDC) : 경기도 용인시 기흥구 사은로 215-21 (보라동)

## 유명 제품군
- 솔루스 : 4계절 컴포트군 제품으로 1990년대 런칭 이후 가장 많이 눈에 띄는 제품군이다. 이유는 낮은 가격대비 적절한 성능.
- 엑스타 : 1996년 런칭한 퍼포먼스군의 제품으로 이 역시 낮은 가격대비 훌륭한 드라이빙 성능을 보여준다. 국내보다도 해외에서 인정 받은 제품군으로 특히 북미, 미국 시장의 튜닝카 오너들에게 평이 좋다.

## 스포츠 마케팅
금호타이어는 해외의 여러 세계 스포츠팀 후원을 하고 있으며, 유럽과 북아메리카에서 지역 맞춤형 스포츠 마케팅을 펼치고 있다.
2007년 한국기업 최초로 맨체스터 유나이티드와 플래티넘 스폰서십을 체결하여 2007년 및 2009년 금호타이어컵 맨체스터 유나이티드 코리아투어 타이틀 스폰서로 참여하였으며, 2008년 및 2009년 MU스폰서데이-금호타이어 빅 매치데이를 영국 현지 맨체스터에서 개최하기도 했다. 2011년부터는 독일 분데스리가 '함부르크SV'와 오스트리아 분데스리가 'SK라파드 빈'과의 스폰서십을 체결하였다. 북아메리카에서는 2010년 미국 5개 대학 USC, 오하이오 주립대, 플로리다대, 텍사스대, 테네시 주립대 후원을 시작으로 미국 NBA 명문팀인 로스앤젤레스 레이커스와 마이애미 히트팀을 공식 후원하였다. 2011년에는 미국 NFL의 뉴욕 제츠, 버펄로 빌스와 2개 시즌 2011∼2013 스폰서십을 체결하였고, NHL 소속 밴쿠버 캐넉스와도 2개 시즌 2011~2013 후원 계약을 맺어 북미 4대 스포츠 중 3개 리그를 공식 후원하고 있다. 영국 EPL의 토트넘 홋스퍼와 KBO의 호남권 구단 KIA 타이거즈도 후원하고 있다.

## 광고
금호타이어는 고객과의 소통을 통해 친근한 브랜드가 되기 위해 캐릭터 마케팅 활동을 다각적으로 실시하고 있다. 금호타이어의 ‘또로, 로로’는 2011년부터 TV광고 및 CGV 극장 광고(비상대피도 안내 광고) 등에 적극 활용되어 왔으며, 과거 국내 최대 직업 테마 놀이 공간인 한국잡월드 어린이 직업체험관, 금호타이어 핑크리본 캠페인, 금호타이어 여자오픈 골프 대회 등에서 홍보물(광고 A보드, 판촉물 등)로 활용되기도 하였다.
금호타이어는 지난 2019년 4월 디지털 마케팅 트렌드를 반영하는 한편, 고객 및 일반 대중들과 친밀도 높은 커뮤니케이션을 위해 유튜브 공식채널 ‘엑스타 TV’(www.youtube.com/ecstatv)를 런칭하였다. 이후 약 2년 만에 국내업계 최초로 구독자 10만명을 돌파, 유튜브로부터 실버버튼까지 받았다. 특히 경쟁사들의 공식채널 구독자가 5,000명이 채 되지 않는 것을 감안할 때 매우 이례적이고 독보적인 기록으로 눈길을 끈다. 엑스타 TV는 기업, 타이어, 자동차, 스포츠, 모터스포츠 그리고 또로로 캐릭터 등 상대적으로 폭넓은 카테고리 구성을 통해 타이어와 자동차 등 관련 분야뿐 아니라 스포츠부터 트렌디한 문화까지 다양한 컨텐츠로 구독자들의 공감을 얻고 있다.

## 같이 보기
- 한국타이어앤테크놀로지
- 넥센타이어